# Frank Romero
Francisco Ruiz Romero (Huelva, 22 de mayo de 1971-Huelva, 16 de julio de 2018) fue un cantante, actor, locutor, guionista, presentador y modelo español, fundador, director, docente e investigador en ESAD Huelva y Huelva Actores, también conocido como Frank Romero, que se dio a conocer para el público español como integrante de la segunda etapa (Party Time) del grupo musical Locomía, en la década de 1990. Era conocido también como activista LGBTI+ a través de sus últimos temas musicales altamente reivindicativos, y buscando fomentar la visibilización y normalización del colectivo LGBTI+.

## Biografía
Frank Romero creció y estudió en el Barrio Fuentepiña (Huelva). Con once o doce años ya jugaba a hacer "teatros" de guiñol, que cobraba a pesetas y a duros, para gastárselo después con sus amigos en chucherías. Siempre se definió como alguien muy arraigado a Huelva, a sus costumbres, raíces y familia, y que siempre conservó sus amistades de toda la vida.
En una entrevista realizada por el periodista Paco Morán para Antena Huelva Radio, confiesa que los únicos estudios "reglados" que tiene se corresponden a la Educación General Básica (8º de EGB), en el Colegio Público 3 de Agosto de Huelva, aunque intentó obtener el Bachillerato Unificado Polivalente en el IES José Caballero (Instituto Los Rosales) , pero desde pequeño su única vocación era la de ser actor. Durante esa entrevista se arrepentía de no haber continuado con el Bachillerato.
Su formación escénica se desarrolla en la Escuela Superior de Arte Dramático ESAD de Sevilla, donde obtiene la Licenciatura en Interpretación, y en la Escuela de Interpretación de Cristina Rota, consiguiendo 3º de Interpretación, adquiriendo así las habilidades de Teatro Clásico (Siglo de Oro y Verso Clásico), esgrima escénica, expresión corporal, canto (lírico, pop y flamenco) y danza (contemporánea, moderna y flamenco), así como poder desenvolverse en personajes con acentos marcados como el castellano, el andaluz, el mexicano, argentino e inglés (e inglés americano). En 2003 es invitado a asistir a la Máster Class impartida por la directora de casting de Hollywood Carla Hool, para engrosar su cartera de actores latinos capaces de defenderse bien en inglés, dejando la puerta abierta a colaboraciones en proyectos de la industria hollywoodense.
En cuanto a su carrera musical, tras su paso por los grupos Locomía y Cañí, en 2000 lanza su disco en solitario Mi historia personal, con sonido electro-pop y haciendo gala de una voz profunda e intensa, constando de doce temas. Su vida se desarrolla entre Huelva y Madrid, hasta que a principios de la década del dos mil, se traslada definitivamente a Huelva.
Después de quince años apartado de su carrera musical, en 2015 lanza el primero de los que serían una serie de "singles" reivindicativos en pro de la causa LGBTI+, con el título I am Gay como declaración de intenciones.
Durante ese inmpás de quince años, no dejó de colaborar con agrupaciones dedicadas a la cultura onubense, y se dedicó casi por entero a las artes escénicas, no dejando de participar en programas de radio y tv. Su hito más importante en esta área fue fundar y dirigir la Escuela Superior de Arte Dramático ESAD de Huelva el 3 de abril de 2009, como plataforma para descubrir, formar y lanzar a nuevas promesas de la actuación y potenciar la cultura en Huelva, y para evitar que onubenses tuvieran que desplazarse a otras ciudades a formarse. También funda Huelva Actores como compañía teatral, agencia, productora audiovisual y sala de casting, para gestionar el empleo y ayuda a los estudiantes a acceder al mercado laboral nacional e internacional. También Huelva Actores promueve la puesta en marcha de obras teatrales y audiovisuales, como en el caso de la obra Don Paco El Musical, dedicada a la figura de Paco Toronjo, escrita y dirigida por el propio Frank.
Desde el año 2013 en adelante, a través de la ESAD Huelva y Huelva Actores, pone en marcha el espectáculo Cabaret Vegetariano a modo de entrega de diplomas y cierre del curso.
Según manifiesta Helena Colina, presidenta de la Fundación Helena Colina (de la que Frank era patrón honorífico), en una entrevista concedida a El Español el 18 de julio de 2018: Como artista nunca va a morir, explicando además su capacidad como formador de personas con habilidades excepcionales en cualquier tipo de disciplina, aludiendo a que: Cuando veíamos a una persona que tenía talento se la llevábamos a él.
En el mismo artículo de El Español, su representante, Paco San José, explica que Frank estaba muy centrado en su salud porque ni fumaba ni bebía y cuidaba mucho lo que comía. También Paco San José cuenta que una de sus mayores motivaciones era su familia; tanto es así, que se centró en que su hermano (que había quedado postrado en una silla de ruedas tras un accidente) pudiera llegar a valerse por sí mismo, tal y como así pudo ser.

## Fallecimiento
Frank Romero fallece el 16 de julio de 2018 a consecuencia de una encefalitis bacteriana tras sentirse mal repentinamente un par de semanas antes, derivada, según sus allegados y para evitar bulos y rumores malintencionados, de una fuerte anemia posiblemente debida a haber seguido una dieta estricta, con la que perdió en torno a veinte kilos en los últimos meses de cara a su preparación física para una obra de teatro en la que iba a participar.

Ha sido el representante de Frank Romero, Paco San José, quien ha confirmado la noticia de la muerte de su cliente y amigo. Además, también ha querido destacar que el artista siempre ha llevado una vida ejemplar y que por una cuestión que le podría suceder a cualquiera ha perdido la vida: “Si hay alguien que se cuidaba, ni bebía, ni fumaba, ni llevaba una mala vida, ese era Frank. Además de ser un hombre delgado, había perdido como 20 kilos en los últimos meses”, reconocía en conversación con ‘Jaleos’.

Rápidamente numerosos medios españoles y extranjeros se hacen eco de la noticia. Personalidades de la cultura y de la política, así como instituciones públicas, y también desde la organización del Festival de Cine Iberoamericano de Huelva mostraron sus condolencias en las redes sociales, así como desde la organización del Islantilla Cinefórum, de la mano de Esteban Magaz, sin olvidar la Fundación Helena Colina, de la que era Patrón Honorífico.
Asimismo, su antiguo grupo musical Locomía le dedicó una carta de despedida.
Los organizadores del IV Encuentro Mariliendres: Orgullo LGTBI de Punta Umbría, decidieron dedicar la edición de 2018 a Frank Romero, a consecuencia de su repentino fallecimiento y al tener programada su actuación en la fiesta de clausura el sábado 21 de julio, con la programación en la 'Plaza de las Artes' un vídeo homenaje realizado con material de archivo y con su versión del I Will Survive: Sobrevivir
Igualmente la Organización de Mr. Gay Pride España también hizo llegar por las redes sociales sus condolencias. De igual modo hizo la organización del Ibiza Gay Pride publicando en su canal de Youtube parte la actuación de Frank Romero, como el certamen Miss & Model Spain.
Sus compañeros de reparto en el musical Nine Roko y Álvaro Puertas, también expresaron sus condolencias en sus redes sociales:
Su funeral se celebró el 17 de julio de 2018 a las 13:30h en el Tanatorio del Atlántico de Huelva.

## Discografía
- Party Time - Locomía (Año 1993).
- Mi historia personal (Álbum - Año 2000 - Fonomusic), destacando la versión titulada «Sobrevivir», del clásico «I will survive», de Gloria Gaynor.
- I Am Gay (Sencillo - Año 2014).
- Be Free (Sencillo - Año 2015).
- Be Free by Daniel Cross (Sencillo - Año 2016).
- Gaypower (Sencillo - Año 2017).

## Filmografía y escena
- 1997: Interpreta al personaje Pablo en la serie Vidas Cruzadas.[36]
- 2003: Interpreta al personaje Francisco en la 2.ª parte de la miniserie La Mari coproducida por Canal Sur y TV3.
- Interpreta al personaje Mariano en la serie Arrayán emitida por Canal Sur entre 2001 y 2013.[37]
- 2009: Interpreta al personaje Zumbao en la película Malamuerte.[38]
- 2012: Interpreta al personaje Doctor en la representación Vidiana, Clínica abortiva del dramaturgo Isidro Leyva.[39][40]
- 2012: Escribe y dirige la obra Don Paco El Musical, basada en la vida de Paco Toronjo, donde interpreta además al personaje Ángel,[41] y en cuya gira llegaría en 2013 hasta la isla de La Palma.[42][43]
- 2013: Interpreta al personaje Alma Blanca en la serie El corazón del océano emitida por Antena 3.
- 2014: Protagoniza el cortometraje Obscuro, interpretando el personaje Roberto'[44]
- En junio de 2015 a través de la ESAD de Huelva y Huelva Actores organiza y celebra el III Edición del Cabaret Vegetariano bajo el lema: El show en el que podrás aplaudir o arrojar a los/as artistas los vegetales que te daremos con tu entrada.[45]
- En noviembre de 2016 presenta en sus redes el cortometraje Última parada, rodado junto a sus alumnos.[46]
- En 2016 a través de la ESAD de Huelva y Huelva Actores organiza y celebra la IV Edición del Cabaret Vegetariano en el Gran Teatro (Huelva), un espectáculo donde el público asistente o aplaude o tira vegetales al escenario.[47]
- 23 de junio de 2017 a través de la ESAD de Huelva organiza y celebra la V Edición del Cabaret Vegetariano en el Gran Teatro (Huelva).
- 22 de julio de 2017: Estrena la obra "Una mirada en el tiempo" del dramaturgo Isidro Leyva.
- 1 de septiembre de 2017: Anuncia la finalización de su gira de Teatro Clásico por Extremadura y Andalucía, en la que encarnó hasta siete personajes direfentes[48] también de la mano del dramaturgo Isidro Leyva.[49]
- 2017: el 9 de octubre se estrena la serie Conquistadores: Adventum de Movistar+ en la que interpreta a Francisco.[50]
- 2018: Protagoniza el cortometraje Vender la moto, dirigido por Alberto Leal.[51]
- El 5 de mayo de 2018, comienza los ensayos en el Teatro Amaya para el musical Nine, donde iba a interpretar al personaje Guido Cotini conjuntamente con el actor Álvaro Puertas,[52][53] papel para el que se preparó físicamente con una fuerte pérdida de peso.[14]

## Trabajos en radio y TV
- Fue voz de continuidad de Uni Radio (Radio de la Universidad de Huelva).[54]
- En 2013 hace la locución del vídeo de la campaña Que sea de Huelva promovido por la Diputación de Huelva.
- El 21 de junio de 2014 presenta la gala "Orgullo Norte de África 2014" en Melilla Televisión.[55]
- En 2014 interpreta y pone voz al vídeo promocional del 40.º Aniversario del Festival de Cine Iberoamericano de Huelva. También es entrevistado por el espacio cinematográfico Con otra luz.
- En 2015 pone voz y protagoniza el anuncio "Algo se está preparando en Marbella...", teaser del "BeFree Marbella Gay Festival".[56]
- En enero de 2017 comienza a presentar el programa "I Am" en "Antena Huelva Radio".[57]
- En 2017 pone voz y protagoniza la campaña "Agente Bankinter".
- En 29 de marzo de 2018, participa en el anuncio de las gafas Vuzix de Blackberry.[58]

## Actuaciones; apariciones; colaboraciones destacadas y activismo
- En 2007 es entrevistado en el programa Contraportada de Canal Sur por motivo de las Fiestas Colombinas de Huelva.
- En 2008 el periodista Paco Morán le hace una entrevista en profundidad en el programa Perfiles para Antena Huelva Radio TV poco antes de abrir la ESDA Huelva.[59]
- El 29 de agosto de 2009, presenta la II Edición del Festival de Cine de Islantilla.
- El 1 de septiembre de 2014, actúa en el escenario de la caseta oficial de la Feria de Melilla, presentando el sencillo I Am Gay.[60]
- En septiembre de 2014, aparece en la portada de la publicación canaria UXXS Magazine.[61]
- En 2015 es invitado a  actuar en la Gala Drag Queen de Las Palmas de Gran Canaria con su sencillo I Am Gay.
- En junio de 2015 encabeza la comitiva[62] en la "X Marcha por la Igualdad", portando la pancarta de la cabecera, leyendo parte del manifiesto en la Plaza de las Monjas (Huelva) y actuando para los asistentes.[63][64][65] Ésta décima edición, fue la primera que consiguió, no sin haberlo intentado antes los organizadores, terminar en la Plaza de las Monjas.[66][67]
- En julio de 2015 actúa en el "Ibiza Gay Pride".[68]
- El 4 de septiembre de 2015 presenta en el programa Sálvame Deluxe de Telecinco el sencillo Be Free como tema oficial del "BeFree Marbella Gay Festival".[69]
- El 20 de octubre de 2015 participa en la Gala de Clausura del 41.er Festival de Cine Iberoamericano de Huelva, cantando el tema Be Free.
- El 5 de noviembre de 2015, actúa en la I Gala Benéfica Huelva con el Sáhara, cantando el tema Be Free.[70][71]
- Durante las Fiestas del Orgullo de Madrid de 2016, actúa en el escenario de Plaza del Rey.[72]
- 22 de junio de 2016 vuelve a encabezar la comitiva[73] en la "XI Marcha por la Igualdad", portando la pancarta de la cabecera[74] y leyendo parte del manifiesto.[75]
- El 8 de octubre de 2016, presenta la Gala Miss & Model Spain.[76]
- También en octubre de 2016, presenta la "Gala 20 Aniversario Grupo Viñafiel".[77]
- El 5 de noviembre de 2016, presenta el acto II Gala Solidaria Huelva con el Sáhara.[78]
- El 25 de febrero de 2017: Interviene por primera vez como jurado en el concurso de murgas del Carnaval de Badajoz,[79] y en la final se disfraza de Conchita Wurst, autodenominándose como Combita Wurst.[80]
- En junio de 2017 vuelve a encabezar la comitiva de la "XII Marcha por la Igualdad" de Huelva[81]
- El 1 de julio de 2017 actúa en el WorldPride Madrid 2017 presentando el sencillo reivindicativo en Plaza del Rey[82] GayPower como respuesta a la asociación HazteOir.[83][84]
- El 25 de noviembre de 2017 se encarga de la presentación de la III Gala Benéfica Huelva con el Sáhara.[85]
- 28 de enero de 2018 presenta la Coronación Reina Juvenil Carnaval de Isla Cristina 2018.[86][87]
- En 2018 vuelve a ser invitado como jurado del concurso de murgas del Carnaval de Badajoz, y además esta vez, también como jurado del concurso de comparsas.[88][89][90]
- El 2 de febrero de 2018, es el encargado de presentar la nueva camiseta del Club Deportivo Badajoz.[91][92][93]